# Matsumyia dentata
Matsumyia dentata är en tvåvingeart som först beskrevs av Enrico Adelelmo Brunetti 1908.  Matsumyia dentata ingår i släktet Matsumyia och familjen blomflugor. Inga underarter finns listade i Catalogue of Life.